# Carlos Manuel Baldomir
Carlos Manuel Baldomir (Santa Fe, Argentina, 30 de abril de 1971), apodado Tata, es un exboxeador profesional argentino. Fue pupilo de Amílcar Brusa, quien también fuera entrenador de otros campeones mundiales como Miguel Ángel Cuello, Jorge Rodrigo Barrios y Carlos Monzón. Alcanzó el título de campeón mundial de peso wélter del Consejo Mundial de Boxeo en el 2006. En 2010 obtuvo un Diploma al Mérito de los Premios Konex como uno de los cinco mejores boxeadores de la década en Argentina.
En el año 2016 fue denunciado por su exesposa, a causa de un presunto abuso sexual de una de sus hijas, de 14 años, cuando ella tenía entre 8 y 9 años. Debido a esta denuncia fue detenido por tres años en la cárcel de Las Flores, en Santa Fe, negándole tres pedidos de excarcelación. Finalmente, fue condenado a 18 años de prisión por abuso sexual en el 2019, medida que fue apelada y rebajada a 16 años y medio a finales del mismo año. Desde entonces, se encuentra preso en la misma cárcel de Las Flores.

## Carrera como profesional

### Título del Mundo

#### Victoria ante Judah
Baldomir, tras estar invicto desde el año 1999 con 17 triunfos y 2 empates contra boxeadores como Joshua Clottey, José Luis Cruz y Alpaslan Agüzüm, obtiene la oportunidad de enfrentar al campeón mundial Zab "Super" Judah quien en ese momento era considerado por muchos el mejor boxeador libra por libra, ya que poseía los títulos del mundo categoría wélter CMB, AMB y la FIB.
Luego de posponer la pelea a fines del 2005, el 7 de enero de 2006 en el Madison Square Garden de Nueva York se produce la pelea. El argentino gana por puntos en fallo unánime, obteniendo sólo el título del Consejo ya que las otras dos organizaciones no le reconocieron el título.
La Federación Internacional (WBA) y la Asociación de Boxeo (IBF) no reconocieron la posesión del título debido a que éste no pagó la tasa de sanción en el tiempo correspondiente.

#### Victoria ante Gatti
El argentino hace su primer defensa como campeón de los wélter el 22 de julio de 2006 frente al canadiense excampeón del mundo Arturo Gatti ganando por nocaut técnico en el noveno round. Estos triunfos lo llevaron a ser considerado por muchos como el boxeador del año 2006, recibió el premio al "Boxeador del Año" en una ceremonia en el Salón de la Fama.

#### Pérdida del título
El 4 de noviembre de 2006, pierde el título con el púgil estadounidense Floyd Mayweather Jr. por decisión unánime, pero dejando una buena impresión ya que no pudo ser derribado.

### Chances mundialistas
Baldomir logra un gran reconocimiento en los Estados Unidos y no tanto en Argentina donde sólo es estimado por la prensa especializada en boxeo.[cita requerida]
El 28 de julio de 2007 se enfrenta por el título vacante de Consejo Mundial de Boxeo (CMB) de la categoría Superwélter contra el estadounidense Vernon Forrest y pierde por decisión unánime.
Luego de una victoria ante el mexicano Luciano Pérez, se enfrenta al nacionalizado belga Jackson Osei Bonsu, por la eliminatoria para recuperar el título del mundo, pero pierde en un ajustado fallo por decisión mayoritaria.

### Recta final
El 11 de noviembre de 2009 se retira del boxeo ante su gente, venciendo por nocaut al colombiano Jairo Jesus Siris en el cuarto asalto.
En tanto que en el año 2010, regresó al boxeo profesional enfrentando al boxeador mexicano Saúl Álvarez el 18 de septiembre en Los Ángeles, Estados Unidos, este combate lo perdería por nocaut efectivo en el sexto round.
A partir de allí comienza un trajín de peleas menores en su Argentina natal hasta el año 2012 en el que pelea por el título Latino interino Mediano del CMB contra Billi Godoy, pero pierde por decisión unánime. Ese mismo año combate contra Marco Antonio Rubio por el título supermedio de la Federación Mundial de Boxeo y esta vez pierde por nocaut técnico en el quinto asalto.
Por último regresa al ring en el año 2014 donde realiza su último combate contra el ruso Andrey Meryasev en peso mediano en la ciudad de Mérida, Yucatán. En esta ocasión vuelve a perder por decisión unánime a sus 43 años y retirándose del boxeo.

### Títulos Profesional
- Título International peso wélter CMB conquistado y defendido en ocho ocasiones
- Título International Boxing Council peso wélter conquistado
- Título Estado de Santa Fe peso wélter conquistado
- Título del mundo eliminatorio peso wélter CMB conquistado
- Título del mundo peso wélter CMB conquistado y defendido en una ocasión
- Título "The Ring Magazine" peso wélter conquistado y defendido en una ocasión
- Título del mundo peso wélter AMB conquistado y no reconocido
- Título del mundo peso wélter FIB conquistado y no reconocido
- Título del mundo peso wélter IBA conquistado

## Récord profesional
| Récord profesional | Récord profesional | Récord profesional | Récord profesional |
| 71 peleas          | 49 victorias       | 16 derrotas        |                    |
| Nocaut             | 15                 | 3                  |                    |
| Decisión           | 34                 | 13                 |                    |
| Empates            | 6                  | 6                  |                    |
| ------------------ | ------------------ | ------------------ | ------------------ |

| Resultado | Récord  | Rival                          | Método | Asalto - Tiempo | Fecha                    | Localización                              | Título |
| Derrota   | 49-16-6 | Andrey Meryasev                | UD     | 10              | 25 de abril de 2014      | Salón Diamante, Kanasín                   | |
| Derrota   | 49-15-6 | Marco Antonio Rubio            | RTD    | 4 (12) - 3:00   | 8 de septiembre de 2012  | Gimnasio Miguel Alemán Valdez, Celaya     | Por el título vacante FIB supermediano.                                                                                              |
| Victoria  | 49-14-6 | Gaston Alejandro Vega          | KO     | 6 (6) - 2:59    | 6 de julio de 2012       | Club Huracán, Villaguay                   | |
| Derrota   | 48-14-6 | Billi Facundo Godoy            | UD     | 10              | 14 de abril de 2012      | Estadio Ruca Che, Neuquén                 | Por el título interino WBC mediano latino.                                                                                           |
| Victoria  | 48-13-6 | Ruben Silva Diaz               | UD     | 10              | 15 de julio de 2011      | Estadio del Centro, Córdoba               | |
| Victoria  | 47-13-6 | Eduardo Flores                 | UD     | 10              | 17 de junio de 2011      | Estadio Polideportivo N.º 2, San Rafael   | |
| Victoria  | 46-13-6 | Amilcar Edgardo Funes Melian   | SD     | 10              | 19 de noviembre de 2010  | Estadio Aldo Cantoni, San Juan            | |
| Derrota   | 45-13-6 | Saúl Álvarez                   | KO     | 6 (10) - 2:58   | 18 de septiembre de 2010 | Staples Center, Los Ángeles               | Por el título WBC superwélter. |
| Victoria  | 45-12-6 | Jairo Jesus Siris              | TKO    | 4 (10) - 2:45   | 27 de noviembre de 2009  | Centro Municipal N.º 29, Santa Fe         | |
| Derrota   | 44-12-6 | Jackson Osei Bonsu             | MD     | 12              | 20 de diciembre de 2008  | Lotto Arena, Amberes                      | Eliminación por el título WBC wélter.                                                                                                |
| Victoria  | 44-11-6 | Luciano Pérez                  | MD     | 10              | 23 de noviembre de 2007  | Morongo Casino Resort & Spa, Cabazon      | |
| Derrota   | 43-11-6 | Vernon Forrest                 | UD     | 12              | 28 de julio de 2007      | Emerald Queen Casino, Tacoma              | Por el título vacante WBC superwélter.                                                                                               |
| Derrota   | 43-10-6 | Floyd Mayweather, Jr.          | UD     | 12              | 4 de noviembre de 2006   | Mandalay Bay Resort and Casino, Las Vegas | Por el título OIB wélter. Pierde los títulos WBC, IBA, The Ring y Lineal wélter.                                                     |
| Victoria  | 43-9-6  | Arturo Gatti                   | TKO    | 9 (12) - 2:50   | 22 de julio de 2006      | Boardwalk Hall, Atlantic City             | Retiene el título WBC, The Ring y Lineal wélter. Gana el título IBA wélter.                                                          |
| Victoria  | 42-9-6  | Zab Judah                      | UD     | 12              | 7 de enero de 2006       | Madison Square Garden, Nueva York         | Gana el título WBC, The Ring y Lineal wélter.                                                                                        |
| Victoria  | 41-9-6  | Miguel Ángel Rodríguez         | UD     | 12              | 21 de mayo de 2005       | United Center, Chicago                    | Eliminación por el título WBC wélter.                                                                                                |
| Victoria  | 40-9-6  | Alpaslan Aguzum                | TKO    | 8 (12)          | 27 de marzo de 2004      | Bördelandhalle, Magdeburg                 | Gana el título WBC internacional wélter.                                                                                             |
| Victoria  | 39-9-6  | Edgar Ruiz                     | UD     | 10              | 20 de septiembre de 2003 | Arrowhead Pond, Anaheim                   | |
| Victoria  | 38-9-6  | Verdell Smith                  | TKO    | 4 (8) - 1:15    | 14 de junio de 2003      | Arrowhead Pond, Anaheim                   | |
| Victoria  | 37-9-6  | David Ojeda                    | UD     | 8               | 12 de octubre de 2002    | Arrowhead Pond, Anaheim                   | |
| Empate    | 36-9-6  | José Luis Cruz                 | PTS    | 12              | 22 de marzo de 2002      | Mazatlán                                  | Retiene el título WBC internacional wélter.                                                                                          |
| Victoria  | 36-9-5  | Paulo Alejandro Sánchez        | UD     | 10              | 12 de enero de 2002      | Estadio FAB, Buenos Aires                 | |
| Victoria  | 35-9-5  | Hasan Al                       | UD     | 12              | 13 de octubre de 2001    | Parken Stadion, Copenhague                | Retiene el título WBC internacional wélter.                                                                                          |
| Empate    | 34-9-5  | Hasan Al                       | SD     | 12              | 16 de junio de 2001      | Brøndby Hallen, Brøndby                   | Retiene el título WBC internacional wélter.                                                                                          |
| Victoria  | 34-9-4  | Alex Carrillo Villa            | KO     | 1 (10) - 2:47   | 5 de mayo de 2001        | Casinos del Litoral, Corrientes           | |
| Victoria  | 33-9-4  | Alpaslan Aguzum                | TKO    | 1 (12)          | 16 de diciembre de 2000  | Europahalle, Karlsruhe                    | Retiene el título WBC internacional wélter.                                                                                          |
| Victoria  | 32-9-4  | Rubén Darío Oliva              | UD     | 10              | 11 de agosto de 2000     | Club Sportivo Ben Hur, Rafaela            | Gana el título vacante Provincia de Santa Fe wélter.                                                                                 |
| Victoria  | 31-9-4  | Alberto de las Mercedes Cortes | TD     | 8 (10)          | 14 de julio de 2000      | Rosario                                   | |
| Victoria  | 30-9-4  | Freddy Blanco Castello         | RTD    | 7 (10) - 0:42   | 9 de junio de 2000       | Club Nolting, Ciudadela                   | |
| Victoria  | 29-9-4  | Joshua Clottey                 | DQ     | 11 (12) - 2:30  | 29 de noviembre de 1999  | Wembley Arena, Wembley                    | Retiene el título WBC internacional wélter. Gana el título vacante IBC wélter. Clottey descalificado por repetidos golpes de cabeza. |
| Victoria  | 28-9-4  | Adrian Walter Daneff           | RTD    | 8 (10)          | 17 de septiembre de 1999 | Santa Fe                                  | |
| Victoria  | 27-9-4  | Frank Olsen                    | TKO    | 10 (12)         | 18 de junio de 1999      | Idrættens Hus, Vejle                      | Retiene el título WBC internacional wélter.                                                                                          |
| Victoria  | 26-9-4  | Dejan Zivkovic                 | TKO    | 8 (12)          | 22 de abril de 1999      | Arezzo                                    | Gana el título vacante WBC internacional wélter.                                                                                     |
| Victoria  | 25-9-4  | Walter Fabián Saporiti         | UD     | 10              | 19 de marzo de 1999      | Club Argentino de Quilmes, Quilmes        | |
| Derrota   | 24-9-4  | Alberto de las Mercedes Cortes | UD     | 8               | 11 de diciembre de 1998  | Estudios de ATC, Buenos Aires             | |
| Empate    | 24-8-4  | Dingaan Thobela                | SD     | 12              | 28 de octubre de 1998    | Nasrec Indoor Arena, Johannesburgo        | Por el título vacante WBC internacional wélter.                                                                                      |
| Derrota   | 24-8-3  | Sergio Ernesto Acuña           | SD     | 12              | 12 de septiembre de 1998 | Estadio FAB, Buenos Aires                 | Por el título FAB wélter. |
| Victoria  | 24-7-3  | Silvio Walter Rojas            | UD     | 8               | 8 de agosto de 1998      | Estudios Canal 9 TV, Buenos Aires         | |
| Victoria  | 23-7-3  | José Antonio Pérez             | UD     | 10              | 11 de julio de 1998      | Buenos Aires                              | |
| Derrota   | 22-7-3  | Soren Sondergaard              | UD     | 12              | 5 de junio de 1998       | K.B. Hallen, Copenhague                   | Por el título vacante IBC wélter. |
| Victoria  | 22-6-3  | Daniel Ricardo Cusato          | TKO    | 3 (8) - 2:33    | 18 de abril de 1998      | Estadio FAB, Buenos Aires                 | |
| Victoria  | 21-6-3  | Ariel Patricio Arrieta         | UD     | 10              | 31 de enero de 1998      | Estudios Canal 9 TV, Buenos Aires         | |
| Derrota   | 20-6-3  | Giorbis Barthelemy             | UD     | 10              | 20 de octubre de 1997    | Great Western Forum, Inglewood            | |
| Victoria  | 20-5-3  | José Antonio Pérez             | UD     | 10              | 20 de septiembre de 1997 | Avellaneda                                | |
| Victoria  | 19-5-3  | José Joaquín Rosa Gómez        | UD     | 10              | 16 de agosto de 1997     | Estadio FAB, Buenos Aires                 | |
| Victoria  | 18-5-3  | Walter Fabián Saporiti         | UD     | 8               | 7 de junio de 1997       | Estudios Canal 9 TV, Buenos Aires         | |
| Victoria  | 17-5-3  | José Antonio Pérez             | UD     | 10              | 5 de abril de 1997       | Buenos Aires                              | |
| Empate    | 16-5-3  | Silvio Luis Peppino            | PTS    | 8               | 8 de marzo de 1997       | Buenos Aires                              | |
| Derrota   | 16-5-2  | Ariel Gabriel Chaves           | TD     | 7 (12)          | 17 de enero de 1997      | Mar del Plata                             | Por el título FAB wélter. |
| Derrota   | 16-4-2  | Ariel Gabriel Chaves           | TD     | 5 (12)          | 26 de octubre de 1996    | Santa Fe                                  | Por el título FAB wélter. |
| Victoria  | 16-3-2  | Carlos Alberto Arrieta         | KO     | 6 (10)          | 10 de agosto de 1996     | Buenos Aires                              | |
| Victoria  | 15-3-2  | Víctor César Balmaceda         | KO     | 2 (10)          | 18 de mayo de 1996       | Buenos Aires                              | |
| Victoria  | 14-3-2  | Silvio Luis Peppino            | PTS    | 8               | 27 de abril de 1996      | Buenos Aires                              | |
| Derrota   | 13-3-2  | Silvio Luis Peppino            | PTS    | 8               | 15 de marzo de 1996      | Villa María                               | |
| Victoria  | 13-2-2  | José Ricardo Magarino          | KO     | 4 (8)           | 11 de noviembre de 1995  | Buenos Aires                              | |
| Victoria  | 12-2-2  | Víctor Hugo Cejas              | PTS    | 8               | 23 de septiembre de 1995 | Buenos Aires                              | |
| Empate    | 11-2-2  | José Luis Fernández            | PTS    | 8               | 21 de noviembre de 1995  | Bolívar                                   | |
| Victoria  | 11-2-1  | Silvio Walter Rojas            | PTS    | 8               | 27 de mayo de 1995       | Buenos Aires                              | |
| Victoria  | 10-2-1  | Víctor César Balmaceda         | PTS    | 8               | 25 de marzo de 1995      | Buenos Aires                              | |
| Victoria  | 9-2-1   | Carlos Guillermo Chavarria     | PTS    | 6               | 17 de febrero de 1995    | Estadio Pascual Pérez, Mendoza            | |
| Victoria  | 8-2-1   | Eduardo Fabián Molina          | PTS    | 8               | 7 de diciembre de 1994   | Buenos Aires                              | |
| Derrota   | 7-2-1   | Víctor César Balmaceda         | PTS    | 8               | 16 de noviembre de 1994  | Buenos Aires                              | |
| Victoria  | 7-1-1   | Ángel Andrés Rogel             | PTS    | 8               | 8 de octubre de 1994     | Buenos Aires                              | |
| Victoria  | 6-1-1   | Carlos Ernesto Montanez        | PTS    | 6               | 3 de septiembre de 1994  | Buenos Aires                              | |
| Derrota   | 5-1-1   | Paulo Alejandro Sánchez        | KO     | 2 (8)           | 14 de mayo de 1994       | Estadio FAB, Buenos Aires                 | |
| Victoria  | 5-0-1   | Pablo Antonio Gómez            | PTS    | 8               | 2 de abril de 1994       | Estadio FAB, Buenos Aires                 | |
| Victoria  | 4-0-1   | Carlos Alberto René More       | UD     | 10              | 7 de diciembre de 1993   | Santa Fe                                  | |
| Empate    | 3-0-1   | Ramón Oscar Mercado            | PTS    | 8               | 8 de octubre de 1993     | Tostado                                   | |
| Victoria  | 3-0     | Oscar Alberto Romero           | UD     | 8               | 7 de agosto de 1993      | Villa Trinidad                            | |
| Victoria  | 2-0     | Carlos Alberto René More       | UD     | 6               | 16 de julio de 1993      | Santa Fe                                  | |
| Victoria  | 1-0     | Carlos Alberto René More       | UD     | 6               | 19 de febrero de 1993    | Santa Fe                                  | |